# 6401 Roentgen
A 6401 Roentgen (ideiglenes jelöléssel 1991 GB2) a Naprendszer kisbolygóövében található aszteroida. Carolyn Shoemaker,  Eugene Merle Shoemaker és David H. Levy fedezte fel 1991. április 15-én.